# Craspedophyllum husnotii
Craspedophyllum husnotii là một loài rêu trong họ Orthotrichaceae. Loài này được (Schimp. ex Besch.) Grout mô tả khoa học đầu tiên năm 1946.